# Saison 1932-1933 du Sporting Club nîmois
Chronologie
Saison précédente Saison suivante
La saison 1932-1933 du SC nîmois est la première saison du club gardois en première division du championnat de France, la nouvelle élite du football français. 
Le club gardois stagne toute la saison entre les 6e et 3e places de son groupe sans jamais inquiété les leaders et termine à une 5e place honorable pour sa première participation à un championnat national.
Les Crocos participent également à la Coupe de France, où ils échouent dès les huitièmes de finale face au RC Roubaix.

## Compétitions

### Championnat
La saison 1932-1933 de Division Nationale est la deuxième édition du championnat de France de football. La division oppose vingt clubs répartis en deux groupes de dix, en une série de dix-huit rencontres à l'intérieur de chaque groupe et d'une finale opposant les deux meilleures équipes de chaque groupe. Le Sporting Club nîmois participe à cette compétition pour la première fois de son histoire comme l'ensemble des clubs participants.

### Coupe de France
La coupe de France 1932-1933 est la 16e édition de la coupe de France, une compétition à élimination directe mettant aux prises les clubs de football amateurs et professionnels à travers la France métropolitaine et les DOM-TOM. Elle est organisée par la FFF et ses ligues régionales.

### Matchs officiels de la saison
Le tableau ci-dessous retrace les rencontres officielles jouées par le Sporting Club nîmois durant la saison. Les buteurs sont accompagnés d'une indication sur la minute de jeu où est marqué le but et, pour certaines réalisations, sur sa nature (penalty ou contre son camp).
| Compétition                | Débute au tour  | Place ou tour final | Matches joués | Gagnés | Nuls | Perdus | Buts pour | Buts contre | Différence |
| Division Nationale (Gr. A) | -               | 5e                  | 18            | 8      | 3    | 7      | 37        | 38          | -1         |
| Coupe de France            | 1/32e de finale | 1/8e de finale      | 3             | 2      | 0    | 1      | 4         | 4           | +0         |
| Total                      | -               | -                   | 21            | 10     | 3    | 8      | 41        | 42          | -1         |